# Nida (stacja kolejowa)
Nida – stacja kolejowa koło Nidy, w gminie Morawica, w powiecie kieleckim, w województwie świętokrzyskim, w Polsce.
Stacja obsługiwała ruch pasażerski do 18 kwietnia 2005. Obecnie odbywa się tu tylko ruch towarowy.